# Grand Prix automobile d'Australie 1955
Le Grand Prix automobile d'Australie 1955, disputé le 10 octobre 1955 sur le circuit provisoire de Port Wakefield est une épreuve de Formule Libre.

## Classification
| Pos. | no | Pilote           | Voiture                    | Tours | Temps/Abandon      |
| ---- | -- | ---------------- | -------------------------- | ----- | ------------------ |
| 1    | 6  | Jack Brabham     | Cooper T40-Bristol         | 80    | 1 h 26 min 44 s 43 |
| 2    | 5  | Reg Hunt         | Maserati A6GCM-Maserati    | 80    | 1 h 26 min 47 s 54 |
| 3    | 3  | Doug Whiteford   | Talbot-Lago T26C-Talbot    | 80    | 1 h 26 min 48 s 92 |
| 4    | 10 | Kevin Neal       | Cooper T40-Bristol         | 78    |                    |
| 5    | 12 | Murray Trenberth | Vincent Special-Vincent    | 76    |                    |
| 6    | 16 | Keith Rilstone   | Rilstone Special-Vincent   | 75    |                    |
| 7    | 14 | Bill Craig       | Alta-Holden                | 75    |                    |
| 8    | 2  | Eldred Norman    | Eclipse Zephyr-Ford        | 75    |                    |
| 9    | 20 | Bill Wilcox      | Ford V8 Special-Ford       | 74    |                    |
| 10   | 17 | Greg McEwin      | Austin-Healey 100-Austin   | 71    |                    |
| 11   | 30 | Jack Johnson     | MG TC Special-MG           | 69    |                    |
| 12   | 7  | Charlie Whatmore | Jaguar Special-Jaguar      | 68    |                    |
| 13   | 27 | Bob Burnet-Read  | MG K3-MG                   | 67    |                    |
| 14   | 29 | Steve Tillet     | MG TC-MG                   | 66    |                    |
| 15   | 21 | C.N. Norris      | AC Ace-AC                  | 64    |                    |
| Abd. | 35 | John Cummins     | Bugatti T37-Holden         |       |                    |
| Abd. | a8 | Tom Hawkes       | Cooper T23-Bristol         |       |                    |
| Abd. | 18 | Clem Smith       | Austin-Healey 100-Austin   |       |                    |
| Abd. | 4  | Stan Jones       | Maybach II Special-Maybach |       |                    |
| Abd. | 9  | Stan Coffey      | Cooper T20-Bristol         |       |                    |
| Abd. | 26 | Bruce Walton     | Walton-JAP                 |       |                    |
| Abd. | 25 | Murray Rainey    | Cooper Mk.IX-Norton        |       |                    |
| Abd. | 23 | Bill Patterson   | Cooper Mk.V-JAP            |       |                    |

## Pole position et record du tour
- Pole position :  Stan Jones
- Meilleur tour en course :  Jack Brabham et Reg Hunt en 1 min 03 s